# エッダ
エッダ (Edda) は、北欧神話の初期（ヴァイキング時代）の形態を伝える文書群である。エッダと呼ばれる文書には『スノッリのエッダ』と『古エッダ』の2つがある。『スノッリのエッダ』はアイスランドの詩人スノッリ・ストゥルルソンが1220年頃に著した書物である。『古エッダ』は1643年に発見された古写本『王の写本』に記されていた古歌謡集（詩集）である。個々の詩の成立は9世紀から13世紀、編纂は1270年以前とみられている。現代の刊本では他の写本などに残されていた同形態の詩（小エッダ）を加えて『古エッダ』として刊行されていることが多い。

## スノッリのエッダ
アイスランドの詩人スノッリ・ストゥルルソンが1220年頃に詩の教本『エッダ』を著した。サガと並び北欧神話研究における重要な資料の一つとされている。
本来「エッダ」といえばこれを指すが、古エッダ（および小エッダ）も「エッダ」と呼ばれるようになったため、それらと区別するために特にスノッリのエッダ (Snorri’s Edda)、新エッダ (Younger Edda)、散文のエッダ (Prose Edda) などと呼ばれることもある。

## 古エッダ
1643年にブリュニョールヴル・スヴェインスソンが、のちに古エッダと呼ばれる歌謡（詩）集が記された写本『王の写本』を発見した。
スノッリのエッダに引用されていた詩や、同じ内容を物語る詩が多く含まれていたため、スノッリのエッダの元になった本だと考えられ古エッダ (Elder Edda) と呼ばれるようになったが、実際は1270年頃に編纂されたものだと考えられている。またスノッリのエッダに対して詩のエッダ (Poetic Edda) と呼ばれることもある。
ブリュニョールヴルはこれをセームンドル・シグフースソンの手によるものと考えていたため、それに倣いセームンドルのエッダ (Sæmundar Edda) と呼ばれていたこともあったが、このセームンドルが作者であるという説は現在では否定されている。

### 小エッダ
『AM 748 I 4to』『フラート島本』『ヴォルム写本』など『王の写本』以外の写本や、『スノッリのエッダ』、サガなどの中に、古エッダの中の詩と同じ形式の詩（エッダ詩）が残されていた。これらは小エッダと呼ばれ、多くは古エッダに含めて語られる。